# Liste bekannter Persönlichkeiten des Wilhelm-Gymnasiums in Hamburg
Diese Liste enthält bekannte Lehrer und Schüler des Wilhelm-Gymnasiums in Hamburg.

## Schulleiter
| Name                 | Lebensdaten | Schulleiter am WG | Leben und Werk                                                                                                   |
| -------------------- | ----------- | ----------------- | --- |
| Hermann Genthe       | 1838–1886   | 1881–1886         | Klassischer Philologe und Lokalhistoriker                                                                        |
| Otto Pauli           | 1841–1890   | 1887–1890         | |
| Julius Bintz         | 1843–1891   | 1891              | Klassischer Philologe und Historiker                                                                             |
| Wilhelm Wegehaupt    | 1845–1917   | 1892–1912         | Klassischer Philologe                                                                                            |
| Wolfgang Meyer       | 1867–1957   | 1912–1914         | Klassischer und deutscher Philologe                                                                              |
| Heinrich Gerstenberg | 1864–1938   | 1916–1923         | Germanist |
| Adolf Boerner        | 1870–1930   | 1923–1926         | Klassischer Philologe, Promotion 1894, ab 1898 Oberlehrer am WG                                                  |
| Paul Wetzel          | 1882–1950   | 1926–1933         | Historiker |
| Bernhard Lundius     | 1884–1947   | 1933–1945         | Historiker und Germanist                                                                                         |
| Wilhelm Ax           | 1890–1954   | 1945–1954         | Klassischer Philologe                                                                                            |
| Franz Bömer          | 1911–2004   | 1955–1972         | Klassischer Philologe                                                                                            |
| Hans Liermann        |             | 1972–1984         | Klassischer Philologe                                                                                            |
| Alfred Lübke         | 1925–2019   | 1984–1991         | Historiker und Germanist                                                                                         |
| Olaf Hauschild       |             | 1991–2000         | Gymnasiallehrer (Mathematik und Physik), vorher Schulleiter des „Collegio Visconde de Porto Seguro“ in São Paulo |
| Antje Westenhoff     | 1948–2016   | 2000–2013         | Gymnasiallehrerin (Mathematik und Musik), erste Frau im Amt der Schulleiterin                                    |
| Martin Richter       |             | seit 2013         | Gymnasiallehrer für Latein und Englisch, seit 1997 am WG, vorher Leiter der Abteilung Oberstufe                  |

## Lehrer
| Name                  | Geburtsjahr | Jahre am WG   | Ausbildung, Tätigkeit am WG |
| --------------------- | ----------- | ------------- | --- |
| Carl Bertheau         | 1878        | 1904 / 1906   | Theologe und Neusprachler, unterrichtete evangelische Religion, Hebräisch und Latein                                                 |
| Edmund Hoppe          | 1854        | 1896 bis 1919 | Physiker, Promotion 1877, unterrichtete Physik und Mathematik                                                                        |
| Edmund Kelter         | 1867        | 1892 bis 1914 | Klassischer Philologe, Promotion 1890, Probekandidat am WG ab 1892, Oberlehrer 1895, unterrichtete Griechisch, Latein und Geschichte |
| Elga Sorge            | 1940        | 1970 bis 1973 | Evangelische Theologin, unterrichtete Religion                                                                                       |
| Erich Ziebarth        | 1868        | 1900 bis 1919 | Althistoriker, Geschichtslehrer am WG, ab 1919 Professor für Alte Geschichte an der Universität Hamburg                              |
| Franz Geppert         | 1874        | 1921 bis 1934 | Historiker, Promotion 1898, im Alter von 60 Jahren als „Nicht-Arier“ vorfristig in den Ruhestand versetzt                            |
| Hans Nirrnheim        | 1865        | 1890 bis 1892 | Historiker, Promotion 1890, später Leiter des Hamburgischen Staatsarchivs                                                            |
| Hermann Schütt        | 1888        | 1937 bis 1941 | Musikpädagoge |
| Johannes Geffcken     | 1861        | 1889 bis 1907 | Klassischer Philologe, Promotion 1886, Probejahr 1887, 1889 Oberlehrer, dann Gymnasialprofessor am WG, danach Professur in Rostock   |
| Karl Dissel           | 1857        | 1882 bis 1922 | Klassischer Philologe, Promotion 1882, Oberlehrer am WG ab 1882, dort ab 1887 bis zum Ruhestand Gymnasialprofessor                   |
| Karl Jacoby           | 1849        | 1886 bis 1921 | Klassischer Philologe, Promotion 1871, Oberlehrer am WG von 1886 bis zum Ruhestand 1921, 1918 für kurze Zeit stellv. Schulleiter     |
| Karl Wilhelm Augustin | 1845        | 1887 bis 1913 | Philologe, Promotion 1872, ab 1882 am WG, Oberlehrer 1887, Gymnasialprofessor 1903, Ruhestand 1913. Daneben Entomologe.              |
| Martin Klamroth       | 1855        | 1884 bis 1890 | Arabist und Wissenschaftshistoriker, Promotion 1878, ab 1884 am WG, Oberlehrer 1887                                                  |
| Richard Linde         | 1860        | 1893 bis 1925 | Altphilologe, Heimatforscher und Autor                                                                                               |
| Robert Odenwald       | 1838        | ab 1882       | Musikpädagoge und Chorleiter, ab 1882 Gesanglehrer am Realgymnasium des Johanneums und am WG, 1899 verstorben                        |
| Theodor Körner        | 1880        | 1904 bis 1930 | Mathematik- und Physiklehrer, ab 1904 Oberlehrer am WG                                                                               |
| Volker Ullrich        | 1943        | nach 1976     | Historiker, Promotion 1975, unterrichtete am WG Deutsch und Geschichte                                                               |
| Ulrich Peters         | 1878        | 1920 bis 1924 | Historiker, Promotion 1909, begründete 1920 am WG einen Gymnasialzug mit den Fächern Deutsch und Geschichte als Kern                 |
| Wilhelm Röttiger      | 1858        | 1895 bis 1903 | Neusprachlicher Philologe, Promotion 1883, ab 1895 Lehrer am WG, Gymnasialprofessor 1900                                             |
| Wilhelm Sieveking     | 1895        | 1924          | Klassischer Philologe, Promotion 1919, 1924 für einige Monate Kandidat am WG                                                         |
| Adolf Lindemann       | 1880        | 1922 bis 1945 | |

## Schüler
| Name                         | Lebensdaten | Abschluss am WG     | Leben und Werk |
| ---------------------------- | ----------- | ------------------- | --- |
| Albert Suhr                  | 1920–1996   | Abitur 1940         | Student und Widerstandskämpfer in der Weißen Rose Hamburg, 1943 bis zur Befreiung 1945 in Haft, Mediziner                                   |
| Albrecht Brandis             | 1932–2017   | Abitur 1950         | Mathematiker, Professor an der Universität Heidelberg                                                                                       |
| Alexander Hunzinger          | 1910–1959   | Abitur 1930         | Schauspieler |
| Alfred Jepsen                | 1900–1979   | Abitur 1918         | Ev.-luth. Theologe, von 1931 bis 1946 Professor für Alttestamentliche Wissenschaft an der Universität Rostock                               |
| Alfred Petersen              | 1885–1960   | Abitur 1904         | Vorstandsmitglied der späteren Metallgesellschaft, als „Halbjude“ verfolgt, nach dem Krieg führende Rolle in Arbeitgeberverbänden           |
| Alfred Schirokauer           | 1880–1934   | Abitur 1899         | Schriftsteller, Drehbuchautor und Filmregisseur. Als jüdisch verfolgt, Emigration.                                                          |
| Alfred Stammann              | 1871–1935   | Abitur 1889         | Rechtsanwalt, verstarb an den Spätfolgen eines Duells                                                                                       |
| Alwin Münchmeyer d. J.       | 1908–1990   | Abitur 1926         | Unternehmer, Inhaber von Münchmeyer & Co., Inhaber zahlreicher Ehrenämter der deutschen Wirtschaft                                          |
| Annette Otterstedt           | 1951–2020   | Abitur              | Gambistin und wiss. Mitarbeiterin am Staatlichen Institut für Musikforschung in Berlin                                                      |
| Ariane Reimers               | 1973        | Abitur 1992         | Fernseh-Journalistin beim NDR |
| Arthur Goldschmidt           | 1873–1947   | Abitur 1892         | Jurist und Lokalpolitiker, als jüdisch verfolgt, von 1942 bis 1945 im KZ Theresienstadt                                                     |
| Arthur Zarden                | 1885–1944   | Abitur 1904         | Finanzexperte, Staatssekretär im Reichsfinanzministerium 1932; Suizid im Gestapogefängnis 1944                                              |
| Ascan Lutteroth              | 1874–1960   | Schulwechsel        | Jurist, Direktor des Landgericht Hamburg, im Ruhestand Genealoge                                                                            |
| Axel von Ambesser            | 1910–1988   | 1930 ohne Abitur    | Schauspieler, Autor und Regisseur |
| Bernhard Karlsberg           | 1899–1985   | Notabitur 1917      | Rechtsanwalt, als jüdisch verfolgt, Widerstandskämpfer gegen den Nationalsozialismus, 1935 emigriert                                        |
| Blanche Schwappach-Pignataro | 1968        | Abitur 1987         | Molekularbiologin, Hochschullehrerin |
| Britta Hilpert               | 1966        | Abitur              | Journalistin beim ZDF |
| Bruno Schoeneberg            | 1906–1995   | Abitur 1925         | Mathematiker |
| Burkhardt Müller-Sönksen     | 1959        | Abitur 1978         | FDP-Politiker, MdB von 2005 bis 2013 |
| Carl Albert Lange            | 1892–1952   | Abitur 1911         | Schriftsteller und Journalist |
| Carl Braband                 | 1870–1914   | Abitur 1889         | Rechtsanwalt und liberaler Politiker |
| Carl Mönckeberg              | 1873–1939   | Abitur 1892         | Jurist, Autor und Kommunalpolitiker (Deutsche Demokratischen Partei)                                                                        |
| Carl-Heinz Witt              |             | Abitur 1983         | Rechtswissenschaftler |
| Charlotte Engel-Reimers      | 1870–1930   | Als Externe 1901    | Nationalökonomin und Frauenrechtlerin, eine der ersten Frauen in Hamburg mit Abiturzeugnis                                                  |
| Clemens Thaer                | 1883–1974   | Abitur 1901         | Mathematikhistoriker, Professor an der Universität Greifswald                                                                               |
| Curt Rothenberger            | 1896–1959   | Abitur 1914         | Jurist, NSDAP-Mitglied, Justizsenator Hamburgs, Staatssekretär im RJM, im Juristenprozess zu sieben Jahren Zuchthaus verurteilt             |
| Dieter Irmer                 | 1935        | Abitur 1955         | Altphilologe; wiss. Mitarbeiter am Archiv für Griechische Lexikographie der Universität Hamburg                                             |
| Egon Emmel                   | 1914–1983   | Abitur 1934         | Diplomat im Auswärtigen Dienst |
| Ellery von Gorrissen         | 1886–1973   | Abitur 1904         | Flugpionier, Inhaber der Flugzeugführerlizenz Nummer 4 in Deutschland                                                                       |
| Emil Hecker                  | 1897–1989   | Notabitur 1916      | Schriftsteller, verfasste plattdeutsche Werke                                                                                               |
| Erich Ludolf Nuernbergk      | 1900–1982   | Abitur 1918         | Botaniker, Professor für Allgemeine Botanik an der Universität Hamburg von 1957 bis 1965                                                    |
| Erwin Garvens                | 1883–1969   | Abitur 1902         | Jurist, Verwaltungsbeamter und Publizist |
| Ernst Loewenberg             | 1896–1987   | Notabitur 1914      | Lehrer, als jüdisch verfolgt, 1938 Emigration                                                                                               |
| Felix Ascher                 | 1883–1952   | Abitur 1902         | Architekt, als jüdisch verfolgt, 1938 Emigration                                                                                            |
| Felix Lewandowsky            | 1879–1921   | Abitur 1897         | Dermatologe, Professor an der Universität Basel                                                                                             |
| Florian Müller-Plathe        | 1960        | Abitur 1978         | Chemiker, Professor für Theoretische Chemie an der Technischen Universität Darmstadt                                                        |
| Florentine Joop              | 1973        | Abitur              | Tochter von Wolfgang Joop, Kinderbuchillustratorin                                                                                          |
| Frank Wagner                 | 1929–1997   | Besuch bis 1948     | Buchhändler, Verleger und Autor |
| Franz Marcus                 | 1886–       | Abitur 1904         | Jurist, als jüdisch verfolgt, Emigration nach Dänemark                                                                                      |
| Franz Silberstein            | 1887–1949   | Abitur 1906         | Journalist und Schriftsteller, als jüdisch verfolgt, Emigration nach Argentinien                                                            |
| Friedrich Beermann           | 1912–1975   | Abitur 1933         | General der Bundeswehr, SPD-Politiker und MdB                                                                                               |
| Friedrich Mehmel             | 1910–1951   | Abitur 1929         | Altphilologe, Professor an der Universität Münster von 1946 bis zu seinem Tod in Folge einer Kriegsverletzung 1951                          |
| Friedrich Wohlwill           | 1881–1958   | Abitur 1900         | Mediziner (Neurologie, Serologie und Pathologie), als Jude verfolgt, emigriert                                                              |
| George Behrens               | 1881–1956   | Abitur 1899         | Bankier und Kunstsammler, als Jude verfolgt und beraubt                                                                                     |
| George Jaffé                 | 1880–1965   | Abitur 1898         | Physiker und Chemiker, als jüdisch verfolgt, Emigration in die USA                                                                          |
| George von Schröder          | 1867–1940   | Abitur 1888         | Jurist und Verwaltungsbeamter, Landrat |
| Gerhard Lassar               | 1888–1936   | Abitur 1907         | Jurist, Professor für Verwaltungsrecht an der Universität Hamburg von 1925 bis 1933, als Jude verfolgt, 1936 Suizid                         |
| Gerhard Müller-Rastatt       | 1894–1917   | Abitur 1913         | Lyriker, der unter dem Pseudonym Gerhard Moerner über den Ersten Weltkrieg schrieb, in dem er selbst umkam                                  |
| Gösta von Uexküll            | 1909–1993   | Abitur 1929         | Schriftsteller und Journalist |
| Gottfried Böttger            | 1949–2017   | Abitur 1969         | Boogie-Woogie- und Ragtime-Pianist, u. a. Gründungsmitglied des Panikorchester von Udo Lindenberg                                           |
| Günther Hanne                | 1881–1913   | Abitur 1900         | Marineoffizier und Flugpionier, beim Absturz des von ihm geführten ersten Marineluftschiffs L 1 umgekommen                                  |
| Gustav Embden                | 1874–1933   | Abitur 1893         | Biochemiker, Mitaufklärung des Mechanismus der Glykolyse, 1933 als Jude öffentlich gedemütigt und gestorben                                 |
| H. A. Rey                    | 1898–1977   | Abitur 1916         | Kinderbuchautor („Curious George“) jüdischer Herkunft, 1940 aus Frankreich nach den USA emigriert                                           |
| Hagen Staack                 | 1913–1991   | Abitur 1933         | Ev.-luth. Pastor und Theologe |
| Hans Eggers                  | 1907–1988   | Abitur 1925         | Sprachwissenschaftler |
| Hans Ehrenberg               | 1883–1958   | Abitur 1902         | Ev.-luth. Theologe, Mitbegründer der Bekennenden Kirche, KZ-Haft, Emigration                                                                |
| Hans Gerson                  | 1881–1931   | Abitur 1899         | Architekt, zusammen mit seinem Bruder Oskar Gerson in einem Büro tätig                                                                      |
| Hans-Günter Martens          | 1930–2001   | Abitur 1949         | Schauspieler und Hörfunkmoderator |
| Hans-Heinrich Isenbart       | 1923–2011   | Abitur 1942         | Journalist und Sportreporter |
| Hans-Peter Drögemüller       | 1932–2015   | Abitur 1951         | Altphilologe und Gymnasiallehrer |
| Hanns Theodor Flemming       | 1915–2005   | Abitur 1935         | Professor für Kunstgeschichte an der Fachhochschule Hamburg                                                                                 |
| Harald Fuchs                 | 1900–1985   | Abitur 1918         | Altphilologe. Professor an der Universität Basel von 1932 bis 1970                                                                          |
| Harry Marcus                 | 1880–1976   | Abitur 1899         | Mediziner und Hochschullehrer, als jüdisch verfolgt, 1938 emigriert                                                                         |
| Heinrich Amsinck             | 1892–1968   | Abitur 1910         | Architekt, als Polospieler Olympiateilnahme 1936                                                                                            |
| Heinrich Embden              | 1871–1941   | Abitur 1889         | Neurologe, Leiter der Abteilung für Nervenkrankheiten am Israelitischen Krankenhaus, als „Vierteljuden“ verfolgt, 1938 emigriert            |
| Henning Rübsam               | 1968        |                     | Choreograph |
| Herbert Pardo                | 1887–1974   | Abitur 1905         | Jurist, für die SPD von 1919 bis 1931 in der Hamburgischen Bürgerschaft, als Jude verfolgt, 1933 emigriert                                  |
| Herbert Spiro                | 1924–2010   | 1938 emigriert      | Als Jude verfolgt, nach dem Krieg Professor für Politische Wissenschaften an der FU Berlin, Botschafter der USA in Afrika                   |
| Hermann Adolph Kümmell       | 1890–1969   | Abitur 1910         | Mediziner und Hochschulprofessor |
| Hermann Carl Vering          | 1879–1955   | Ging 1896 ab        | Industrieller, Politiker der DVP und Hamburger Senator.                                                                                     |
| Hermann Degkwitz             | 1921–2007   | Abitur 1938         | Grafikdesigner, Professor für Grafik an der Hochschule für Gestaltung in Bremen                                                             |
| Hermann Münchmeyer           | 1875–1950   | Abitur 1893         | Kaufmann und Bankier |
| Hermann Popert               | 1871–1932   | Abitur 1889         | Richter und völkischer Schriftsteller |
| Hermann Raschke              | 1887–1970   | Abitur 1910         | Evangelischer Pfarrer und Theologe |
| Hildegard von Marchtaler     | 1897–1995   | Als Externe 1915    | Lehrerin und Genealogin |
| Hubert Plaut                 | 1889–1978   | Abitur 1909         | Mathematiker, als jüdisch verfolgt, 1936 emigriert                                                                                          |
| Horst W. Janson              | 1913–1982   | Abitur 1932         | Kunsthistoriker und Hochschullehrer, 1935 emigriert                                                                                         |
| James Franck                 | 1882–1964   | Abitur 1902         | Physiker, Nobelpreisträger 1926; als Jude verfolgt und 1933 emigriert; Mitarbeit am Manhattan-Projekt; Franck-Report 1944                   |
| Joachim Kaiser               | 1928–2017   | Abitur 1948         | Musik- und Theaterkritiker der Süddeutschen Zeitung, von 1977 bis 1996 Professor für Musikgeschichte an der Musikhochschule Stuttgart       |
| Jürgen Ponto                 | 1923–1977   | Abitur 1942         | Vorstandssprecher der Dresdner Bank AG; ermordet von der RAF 1977                                                                           |
| Karl Retzlaff                | 1890–1967   | Abitur 1910         | Jurist und Polizeioffizier, NSDAP-Mitglied, Generalleutnant der Polizei und SS-Gruppenführer                                                |
| Karl Wilhelm Berkhan         | 1915–1994   | Mittlere Reife 1931 | SPD-Politiker, MdB, MEP, Staatssekretär und Wehrbeauftragter                                                                                |
| Katharina Wolff              | 1983        | Abitur 2003         | Unternehmerin, für die CDU von 2011 bis 2015 Mitglied der Hamburgischen Bürgerschaft                                                        |
| Klaus Bruhn                  | 1928–2016   | Abitur 1947         | Indologe, Professor für Indische Philologie an der FU Berlin von 1969 bis 1991                                                              |
| Klaus Nickau                 | 1934        | Abitur 1954         | Altphilologe, von 1970 bis 2000 Professor für Klassische Philologie an der Universität Göttingen                                            |
| Kurt Christians              | 1909–1998   | Mittlere Reife      | Drucker und Verleger |
| Kurt Fitzler                 | 1885–1914   | Abitur 1904         | Althistoriker, insbesondere antike Wirtschaftsgeschichte, 1914 im Ersten Weltkrieg gefallen                                                 |
| Kurt Siemers                 | 1873–1944   | Abitur 1893         | Kaufmann, Reeder und Bankier |
| Kurt Hartwig Siemers         | 1907–1988   | Abitur 1926         | Bankier, Schiffsmakler und Philanthrop |
| Lotte Labowsky               | 1905–1991   | Abitur 1924         | Philosophin und Altphilologin, als jüdisch verfolgt, 1934 emigriert                                                                         |
| Louis Sanne                  | 1875–1940   | Untersekunda 1891   | Kaufmann, Abgeordneter der Hamburgischen Bürgerschaft und Publizist                                                                         |
| Magnus Weidemann             | 1880–1967   | Abitur 1899         | Pfarrer, Maler, Grafiker, Fotograf und Autor                                                                                                |
| Manfred Jäger                | 1965        | Abitur 1984         | Jurist, Mitglied der Hamburgischen Bürgerschaft in der CDU-Fraktion, Hamburger Staatsrat                                                    |
| Martin Wassermann            | 1871–1953   | Abitur 1889         | Jurist |
| Max Bondy                    | 1892–1951   | Abitur 1910         | Reformpädagoge, Mitbegründer der Landerziehungsheime                                                                                        |
| Max Dehn                     | 1878–1952   | Abitur 1896         | Mathematiker, als jüdisch verfolgt, Emigration in die USA                                                                                   |
| Max Eichholz                 | 1881–1943   | Abitur 1900         | Jurist, Politiker der DDP, KZ-Haft, 1943 in Auschwitz ermordet                                                                              |
| Max Emden                    | 1874–1940   | Abitur 1893         | Großkaufmann und Kunstsammler, als Jude verfolgt und 1933 in die Schweiz emigriert                                                          |
| Max August Zorn              | 1906–1993   | Abitur 1923         | Mathematiker |
| Menso Heyl                   | 1949        | Abitur 1969         | Journalist, Chefredakteur des Hamburger Abendblatts von 2001 bis 2008                                                                       |
| Moritz Bauer                 | 1875–1932   | Abitur 1893         | Mediziner, Musikwissenschaftler und Komponist                                                                                               |
| Oscar Martienssen            | 1874–1957   | Abitur 1892         | Physiker, Professor für Technische Physik an der Universität Kiel von 1921 bis 1936                                                         |
| Oskar de la Camp             | 1871–1925   | Abitur 1889         | Mediziner, Internist und Röntgenologe, Professor und Rektor an der Universität Freiburg                                                     |
| Oskar Polano                 | 1873–1934   | Abitur 1892         | Mediziner, Gynäkologe, Professor in München                                                                                                 |
| Oskar Ruperti                | 1877–1958   | Abitur 1896         | Industrieller (Ölindustrie) |
| Otto Scharlach               | 1876–1957   | Abitur 1894         | Rechtsanwalt, als Jude verfolgt, emigrierte 1939 bis 1947 in die Schweiz                                                                    |
| Patrick Esume                | 1974        | Abitur 1994         | American-Football-Trainer und Fernsehmoderator bei Ran                                                                                      |
| Paul Bonheim                 | 1877–1942   | Abitur 1895         | Ärztlicher Direktor des Freimaurer-Krankenhauses in Hamburg, als jüdisch verfolgt, KZ-Haft, Emigration in die Niederlande, dort 1942 Suizid |
| Paul Hertz                   | 1881–1940   | Abitur 1900         | Physiker und Mathematiker. Als Jude verfolgt, emigrierte.                                                                                   |
| Philipp Kukura               | 1978        | Abitur 1998         | Physikochemiker, Professor an der Universität Oxford                                                                                        |
| Reinhold Meyer               | 1920–1944   | Abitur 1940         | Student und Widerstandskämpfer der Weißen Rose Hamburg, 1944 gestorben im Polizeigefängnis Fuhlsbüttel                                      |
| Richard Gans                 | 1880–1954   | Abitur 1898         | Physiker, als jüdisch verfolgt |
| Robert Hartmeyer             | 1874–1923   | Abitur 1892         | Zoologe, Meeresbiologe |
| Robert Evers                 | 1875–1934   | Abitur 1894         | Jurist am Reichsfinanzhof, dort Senatspräsident von 1929 bis 1934                                                                           |
| Ronald G. Asch               | 1953        | Abitur              | Historiker, Professor für die Geschichte der Frühen Neuzeit an der Universität Osnabrück von 1996 bis 2003                                  |
| Rudolf Birgfeld              | 1876–1924   | Abitur 1894         | Pianist, Komponist und Musikkritiker |
| Siegfried Genthe             | 1870–1904   | Abitur 1889         | Sohn des Schuldirektors, Journalist und Reiseschriftsteller                                                                                 |
| Siegfried Scheffler          | 1892–1969   | Abitur 1910         | Komponist, Dirigent und Musikkritiker |
| Theodor Körner               | 1880–1944   | Abitur 1899         | Pädagoge, Schulreformer und Verbandsfunktionär                                                                                              |
| Thomas Brandis               | 1935–2017   |                     | Violinist, von 1977 bis 2002 Professor an der HdK Berlin                                                                                    |
| Walter Edwin Griesbach       | 1888–1968   | Abitur 1906         | Pharmakologe, Stoffwechselpathologe und Endokrinologe, als Jude verfolgt, 1938 Emigration nach Neuseeland                                   |
| Walter Lienau                | 1906–1941   | Abitur 1924         | Studentenfunktionär und Vorsitzender der Deutschen Studentenschaft                                                                          |
| Walter Ruben                 | 1899–1982   | Notabitur 1917      | Indologe, von 1950 bis 1965 Professor und Direktor des Institutes für Indienkunde an der Humboldt-Universität zu Berlin                     |
| Walter Rudolphi              | 1880–1944   | Abitur 1899         | Jurist, zuletzt Oberlandesgerichtsrat beim Strafsenat des Hanseatischen Oberlandesgerichts. Als jüdisch verfolgt und in Auschwitz ermordet. |
| Walther Classen              | 1874–1954   | Abitur 1893         | evangelischer Theologe |
| Walther Cropp                | 1890–1964   | Abitur 1908         | Musiklehrer und Komponist |
| Werner Burkhardt             | 1928–2008   | Abitur 1948         | Theater- und Musik-Kritiker, insbesondere für Jazz                                                                                          |
| Werner Deuchler              | 1916–1992   | Abitur 1936         | Rechtsanwalt, Präsident des Deutschen Anwaltvereins von 1970 bis 1974                                                                       |
| Wilhelm Kieckbusch           | 1891–1987   | Abitur 1916         | Bischof der Ev.-Luth. Landeskirche Eutin von 1930 bis 1977                                                                                  |
| Wilhelm Ulex                 | 1880–1959   | Abitur 1899         | General der Artillerie im Zweiten Weltkrieg                                                                                                 |
| Wilt Aden Schröder           | 1942        | Abitur              | Klassischer Philologe, Professor an der Universität Hamburg von 1985 bis 2006                                                               |
| Wolfgang Brinckmann          | 1871–1930   | Abitur 1890         | Rechtsanwalt und Abgeordneter der Deutschen Demokratischen Partei (DDP) in der Hamburgischen Bürgerschaft                                   |